# Николае-Павдинского горного округа акционерное общество
Акционерное общество Николае-Павдинского горного округа (Устав Высочайше утвержден 29 июня 1912 года) — образовано для эксплуатации золотых и платиновых приисков, медных, никелевых, железорудных месторождений и залежей других полезных ископаемых, а также обработки лесных материалов, принадлежавших наследникам астраханского купца К. П. Воробьева в Верхотурском уезде Пермской губернии (ныне территория Новолялинского городского округа Свердловской обл.). Органами центрального управления Общества являлись общее собрание акционеров, Правление и ревизионная комиссия. Основной капитал составлял 12 млн рублей. Правление находилось в Петербурге (М. Конюшенная, 7) и состояло из 3-7 директоров. Управление деятельностью предприятий осуществляло Управление округа и заводские конторы. К 1917 г. стоимость имущества Общества Николае-Павдинского горного округа определялась в 19,7 млн руб.
АО Николае-Павдинского горного округа со смешанным русско-английским капиталом, основными акционерами которого являлись Русско-Английский, Русский Торгово-Промышленный и Русско-Азиатский банки, включало в себя Кытлымский, Каменушинский и Конжаковский платиновые прииски, Екатеринбургский аффинажный завод, а также Лялинское и Лобвинское лесничества.
В 1914 году Совет министров Российской империи принимает решение о строительстве в Екатеринбурге «частного очистительного завода» по аффинажу уральской шлиховой платины. Владелец завода — акционерное общество Николае-Павдинского горного округа. Руководитель строительства (в дальнейшем — управляющий завода) — горный инженер Николай Николаевич Барабошкин, которого впоследствии называли отцом российского аффинажа и одним из основателей уральской школы. После революции под руководством Барабошкина на заводе были разработаны оригинальные методы аффинажа металлов платиновой группы. С момента своего основания завод стал пионером освоения новых направлений производства и технологий. Он стоял у истоков российского аффинажа, первым начал изготавливать технические изделия из драгоценных металлов, созданные здесь уникальные технологии затем тиражировались на других предприятиях. 23 октября 1916 г. — день пуска в эксплуатацию Екатеринбургского аффинажного завода и одновременно — дата начала промышленного производства в России чистых платиновых металлов.
27 февраля 1918 г. № 34 «Газеты Рабочего и Крестьянского Правительства» было опубликовано Постановление Высшего Совета Народного Хозяйства «Об объявлении государственной собственностью Николае-Павдинского горного округа».